# Колібрі-смарагд колумбійський
Колі́брі-смара́гд колумбійський (Chlorostilbon gibsoni) — вид серпокрильцеподібних птахів родини колібрієвих (Trochilidae). Мешкає в Колумбії і Венесуелі. Раніше вважався конспецифічним з синьохвостим колібрі-смарагдом, однак був визнаний окремим видом.

## Опис
Довжина птаха становить 7,6-9 мм, вага 2,8 г. У самців номінативного підвиду верхня частина тіла темно-бронзово-зелена. Обличчя і нижня частина тіла зелені або золотисто-зелені, блискучі. Хвіст глибоко роздвоєний, синювато-чорний. У самиць верхня частина зелена, блискуча, нижня частина тіла рівномірно сіра, через очі ідуть темні смуги, за очима білуваті смуги. Центральні стернові пера темно-синьо-зелені, решта стернових пер темно-зелені з вузькими сіруватими кінчиками. Дзьоб прями, довжиною 13 мм, зверху чорний, знизу червоний, у самиць лише знизу біля основи.
Представники підвиду C. g. chrysogaster мають більші розміри, ніж представники решти підвидів, самці цього підвиду переважно малахітово-зелені, хвіст у них більш синій і більш глибоко роздвоєний. Представники підвиду C. g. nitens є схожими на представників номінативного підвиду, однак мають легкий золотистий відблиск і менш роздоєний хвіст.

## Підвиди
Виділяють три підвиди:
- C. g. gibsoni (Fraser, 1840) — долина річки Магдалени (центральна Колумбія);
- C. g. chrysogaster (Bourcier, 1843) — північ Колумбії (від Картахени до Санта-Марти);
- C. g. nitens Lawrence, 1861 — півострів Гуахіра на північному сході Колумбії і північному заході Венесуели.

## Поширення і екологія
Колумбійські колібрі-смарагди живуть в сухих тропічних лісах, рідколіссях і чагарникових заростях. Вони зустрічаються переважно на висоті до 500 м над рівнем моря, у верхів'ях Магдалени на висоті до 2300 м над рівнем моря, у Венесуелі місцями на висоті до 1300 м над рівнем моря. Живляться нектаром квітучих дерев і чагарників, пересуваючись за певним маршрутом, а також дрібними комахами. Сезон розмноження у Венесуелі триває з березня по серпень.